# Chennaiyin Football Club
Maillots
Le Chennaiyin Football Club (en tamoul : சென்னையின் கால்பந்துக் கழகம், et en hindi : चेन्नईयिन फुटबॉल क्लब), plus couramment abrégé en Chennaiyin FC, est un club indien de football fondé en 2014 et basé dans la ville de Madras (ou Chennai), dans l'État du Tamil Nadu.

## Histoire
L'équipe est possédée par l'acteur, producteur de Bollywood Abhishek Bachchan, le joueur de cricket indien Mahendra Singh Dhoni et la femme d'affaires Vita Dani. L'équipe joue ses matchs à domicile au Stade Jawaharlal Nehru.
Lors de sa première saison, l'équipe est entraînée par l'ancien footballeur italien champion du monde 2006 Marco Materazzi. Le joueur-clé de l'équipe est le brésilien Elano.
Le premier match de l'histoire du club se joue le 15 octobre 2014 face au FC Goa et se solde par une victoire de 2-1. Le premier buteur du club est Balwant Singh à la 32e minute de ce même match.
En 2015, les "Super Machans" remportent l'ISL après leur victoire 3-2 en finale contre le FC Goa.
Stiven Mendoza, Jeje Lalpekhlua, ainsi qu'Apoula Edel terminent respectivement meilleur buteur, révélation, et meilleur gardien de la ligue.

## Palmarès
| Compétitions nationales                                                              |
| ------------------------------------------------------------------------------------ |
| - Indian Super League (2) : - Champion : 2015 et 2017-18. - Vice-champion : 2019-20. |

## Personnalités du club

### Présidents du club
- Abhishek Bachchan /  M. S. Dhoni /  Vita Dani

### Entraîneurs du club
- Marco Materazzi (12 septembre 2014 - 1er janvier 2016)
- Marco Materazzi (1er juillet 2016 - 3 mars 2017)
- John Gregory (3 juillet 2017 - 30 novembre 2019)
- Owen Coyle (3 décembre 2019 - 2020)
- Csaba László (2020 - 2021)
- Bozidar Bnadovic (2021 - )

### Joueurs emblématiques du club
Le tableau suivant présente la liste des stars passées au Chennaiyin FC depuis 2014.
- Bernard Mendy
- Marco Materazzi
- Mikaël Silvestre
- Eric Djemba-Djemba
- Apoula Edel
- Elano
- Alessandro Nesta